# Mecynogea martiana
Mecynogea martiana är en spindelart som först beskrevs av Archer 1958.  Mecynogea martiana ingår i släktet Mecynogea och familjen hjulspindlar. Inga underarter finns listade i Catalogue of Life.